# Carl Edvard Rotwitt
Carl Edvard Rotwitt (Hillerød, 2 de Março de 1812 – Copenhague, 8 de Fevereiro de 1860) foi um político da Dinamarca. Ocupou o cargo de primeiro-ministro da Dinamarca. Ele morreu enquanto estava no cargo com apenas 47 anos.

## Juventude e educação
Rotwitt nasceu em Hillerød , Dinamarca. Ele era filho de Otto Johan Rotwitt (1766-1836). Ele se tornou um estudante na Escola de Latim Frederiksborg em 1828 e fez um exame jurídico em 1833.

## Carreira
Em 1836 ele se tornou promotor em Thisted, em 1841 Land Commissioner e Commissioner e no final de 1842, procurador da Suprema Corte. Rotwitt foi eleito para o Folketing em 1849 e serviu como presidente de 1853 até 1859. Rotwitt tornou-se Cavaleiro da Ordem de Dannebrog em 1853.